# Glyphomitrium drummondii
Glyphomitrium drummondii là một loài rêu trong họ Ptychomitriaceae. Loài này được (Wilson) Schimp. mô tả khoa học đầu tiên năm 1876.